# Echinopsis obrepanda
Echinopsis obrepanda là một loài thực vật có hoa trong họ Cactaceae. Loài này được (Salm-Dyck) K.Schum. mô tả khoa học đầu tiên năm 1894.

## Hình ảnh

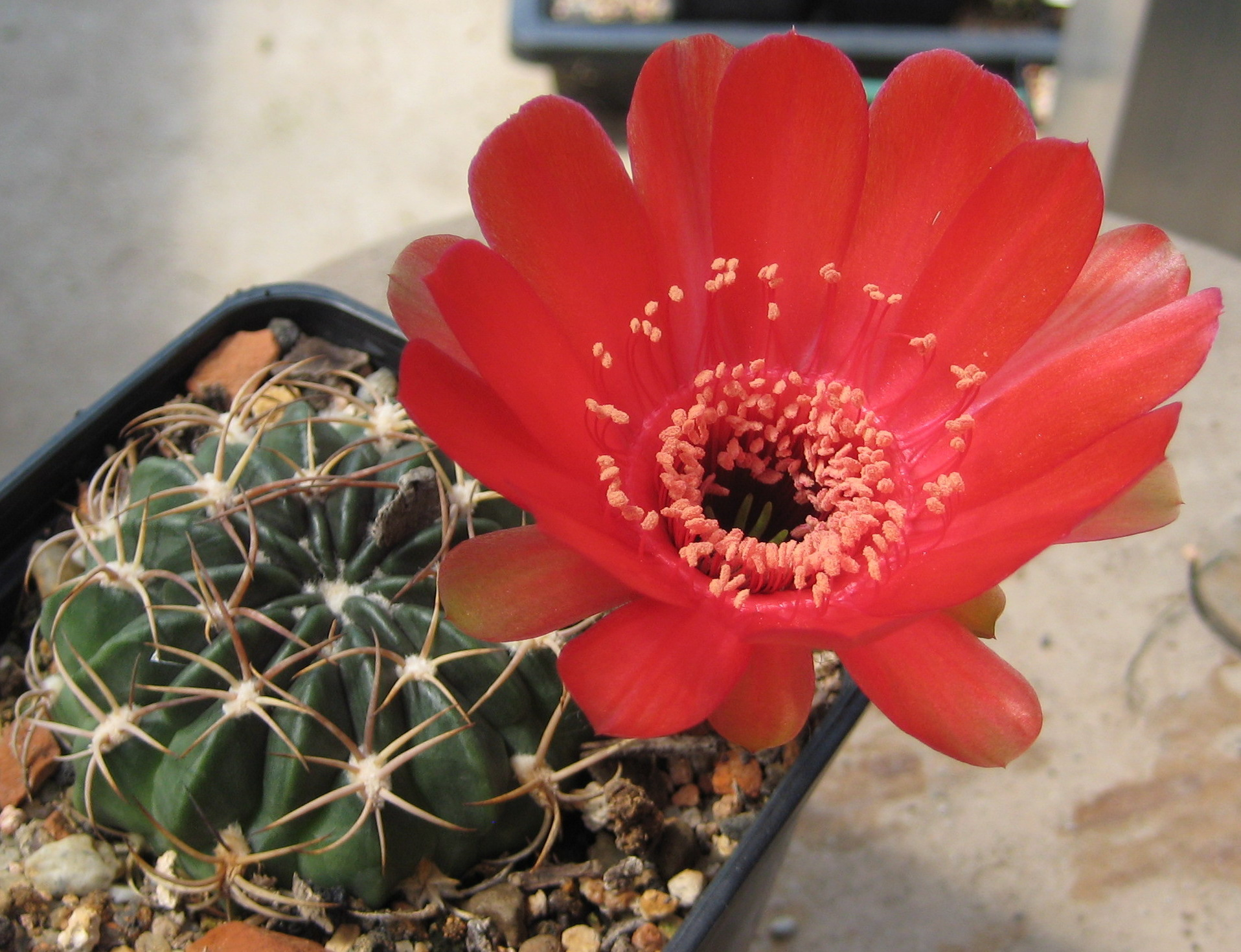
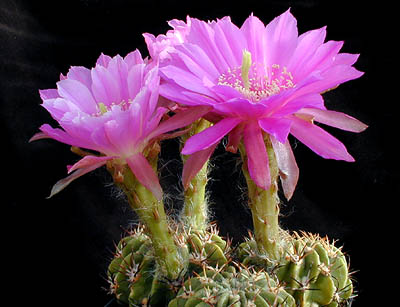
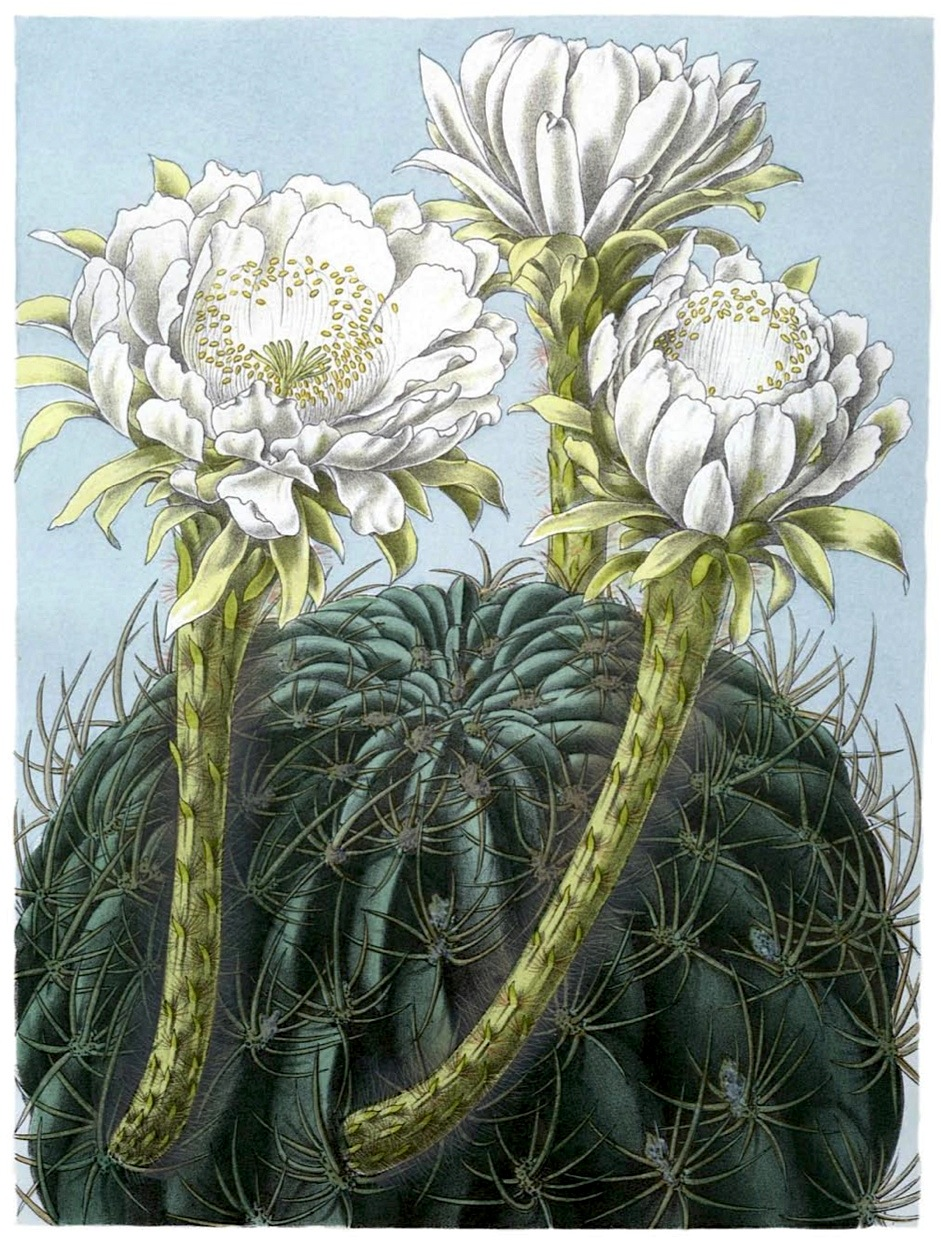
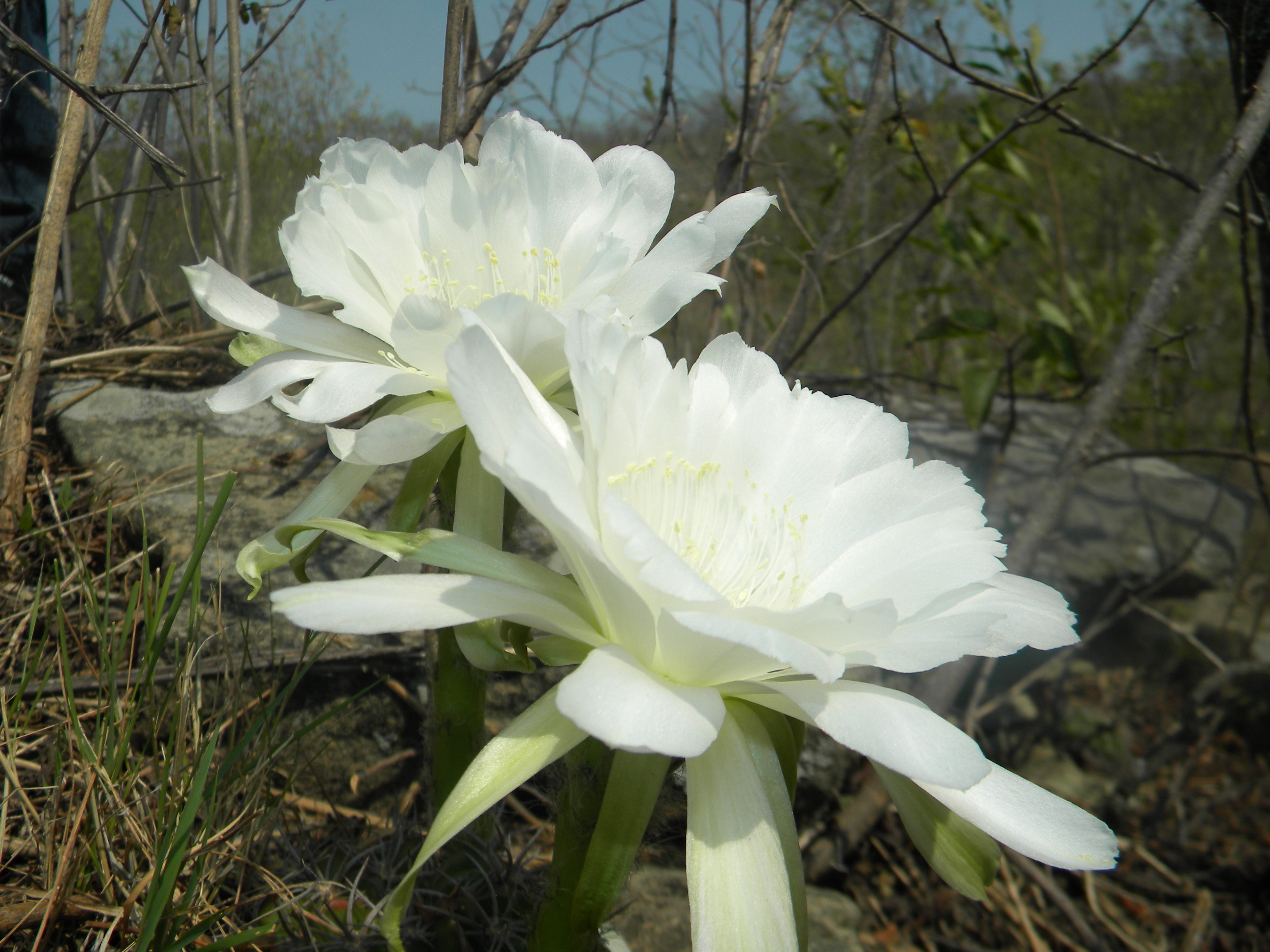